# Echidnopsis similis
Echidnopsis similis är en oleanderväxtart som beskrevs av D.C.H. Plowes. Echidnopsis similis ingår i släktet Echidnopsis och familjen oleanderväxter. Inga underarter finns listade i Catalogue of Life.